# Aptjak
Aptjak (belarusiska: Апчак) är en by i Belarus. Den ligger i voblasten Minsks voblast, i den centrala delen av landet, 19 km sydost om huvudstaden Minsk. Aptjak ligger 193 meter över havet och antalet invånare är 308.

## Natur och klimat
Terrängen runt Aptjak är platt. Runt Aptjak är det ganska glesbefolkat, med 32 invånare per kvadratkilometer.. Närmaste större samhälle är Mіnsk, 18,8 km nordväst om Aptjak.
Trakten runt Aptjak består till största delen av jordbruksmark.